# Bernard IV. (Comminges)
Bernard IV. († 22. Februar 1225) war seit etwa 1176 Graf von Comminges. Er war der älteste von vier Söhnen des Grafen Bernard III. und einer illegitimen Tochter des Grafen Alfons Jourdain von Toulouse.
Zu Beginn seiner Regentschaft schüttelte Bernard die Vasallität seiner Familie zu den Grafen von Toulouse ab und ging ein Bündnis mit dem König von Aragon ein, den er zugleich als neuen Lehnsherren anerkannte. Diese Allianz sollte aber früh belastet werden, nachdem König Alfons II. von Aragon Bernard zwang, die Regentschaft für seine Tochter in der Grafschaft Bigorre zugunsten Aragons aufzugeben. Diese Tochter war mit dem Vizegrafen von Béarn, einem engen Gefolgsmann Aragons, verlobt. Durch diesen Akt verlor Bernard die Kontrolle über Bigorre, welches er zuerst als Ehemann seiner Frau (de iure uxoris) und nach seiner Trennung von ihr für seine Tochter verwaltet hatte. Nach Alfons Tod 1196 näherte sich Bernard folglich wieder den Grafen von Toulouse an, welchen er für Muret und Samatan huldigte. Erst 1201 war er bereit, König Peter II. von Aragon für das Hochland von Comminges den Lehnseid zu schwören, womit er sich faktisch in einem doppelten Abhängigkeitsverhältnis befand.
Mit dem Beginn des Albigenserkreuzzuges 1209 fand jedoch eine Veränderung der politischen Lage im Languedoc statt. Wahrte Bernard darin zunächst seine Neutralität, stellte er sich nach der Einnahme von Carcassonne im selben Jahr gegen die Kreuzfahrer. Zusammen mit dem Grafen Raimund Roger von Foix und später auch mit Graf Raimund VI. von Toulouse kämpfte er 1211 bei Montgey, Toulouse und Castelnaudary. Einen Rückschlag musste Bernard aber kurz darauf hinnehmen, nachdem sich sein Neffe Vizegraf Roger II. von Couserans den Kreuzfahrern ergab und sein Land von diesen Besetzen ließ; dies führte wenig später auch zur Einnahme des angrenzenden Muret. Diese Stadt sollte 1213 das erste Ziel der Koalition der Grafen des Südens in ihrem Kampf gegen den Kreuzzug werden, nachdem sich ihnen der König von Aragon angeschlossen hatte. Doch am 12. September des Jahres verloren sie dort die entscheidende Schlacht, in der König Peter von Aragon fiel. Diese Niederlage zwang Bernard zur Aufgabe des Kampfes und seine Grafschaft wurde einem päpstlichen Legaten unterstellt. Zusätzlich musste er die Heirat seiner Tochter Petronille mit Guy de Montfort, dem Sohn des Anführers des Kreuzzuges, hinnehmen, wodurch das Bigorre unter dessen Einfluss fiel.
Nachdem die Partei der Grafen auf dem vierten Laterankonzil auch eine diplomatische Niederlage erfuhren, beteiligte sich Bernard ab 1216 an dem nun beginnenden Widerstandskampf gegen die Kreuzfahrer. Gemeinsam mit seinem ältesten Sohn nahm er an der Verteidigung von Toulouse teil, bei der am 25. Juni 1218 Simon IV. de Montfort fiel. Bernards Schwiegersohn Guy de Montfort wurde 1220 bei der Einnahme von Castelnaudary getötet und vier Jahre später gab dessen Bruder Amaury de Montfort den Kampf auf, nachdem auch Carcassonne eingenommen werden konnte.
Ein Jahr später starb Bernard IV. und wurde gemäß seinem Testament in der Komturei der Templer zu Montsaunès bestattet.

## Ehen und Nachkommen
Bernard war in erster Ehe seit 1180 mit Beatrix III. (Stephanie), Gräfin von Bigorre und Vizegräfin von Marsan, verheiratet, von der er sich nach 1192 trennte. Sie war die Erbtochter des Grafen Centulle III. von Bigorre und dessen Ehefrau Martelle des Baux. Einziges Kind aus dieser Ehe war:
- Pétronille (* um 1184; † 1251), Gräfin von Bigorre und Vizegräfin von Marsan und Nébouzan
  - ⚭ 1. um 1196 mit Vizegraf Gaston VI. von Béarn († 1214)
  - ⚭ 2. 1215 Nuno Sanchez von Roussillon († 1242). Die Ehe wurde wenig später von Simon de Montfort annulliert.
  - ⚭ 3. 1216 Guy de Montfort († gefallen 1220 in Castelnaudary)
  - ⚭ 4. 1221 Aymeri de Rançon († gefallen 1226 vor Avignon)
  - ⚭ 5. 1228 Boso de Matha († 1247), Herr von Cognac

In zweiter Ehe war Bernard seit etwa 1195 mit Comtors verheiratet, einer Tochter des Vizegrafen Arnaud Guillaume von La Barthe. Die Ehe wurde wenig später wieder geschieden. Aus ihr hervorgingen die Söhne:
- Bernard V. (* 1196; † 30. November 1241), Nachfolger als Graf von Comminges
- Arnaud III. Roger († 1260), seit 1241 Bischof von Comminges

In dritter Ehe heiratete Bernard 1197 Maria von Montpellier, eine Tochter von Wilhelm VIII., Herr von Montpellier, und dessen Ehefrau Eudoxia Komnena (Haus Montpellier). Die Ehe wurde 1201 geschieden, Marie heiratete darauf König Peter II. von Aragon. Bernard und Marie hatten zwei Töchter:
- Mathilde, ⚭ um 1212 Vizegraf Sancho III. von La Barthe
- Petronille, ⚭ Centulle I., Graf von Astarac

Weiterhin hatte Bernard aus seinen Ehen noch zwei Töchter deren Mütter allerdings nicht bestimmt werden können.
- Delphine, Äbtissin von L’Esclache
- Mascarose